# Helene Fischer
Pour les articles homonymes, voir Fischer.
Ne doit pas être confondu avec Hélène Fischer.
Helene Fischer, (en russe Елена Петровна Фишер, Elena Petrovna Fišer) née le 5 août 1984 à Krasnoïarsk (URSS), est une chanteuse, danseuse et actrice allemande. Avec ses douze millions d'albums vendus, elle est la chanteuse allemande la plus célèbre[réf. nécessaire]. Ses albums Farbenspiel et Best of font partie des albums les plus vendus en Allemagne. Elle connaît aussi beaucoup de succès en Autriche, en Suisse et, dans une certaine mesure, aux Pays-Bas et en Belgique. L'artiste multi-primée est aussi active à la télévision et présente depuis 2011 à Noël son propre show, Helene Fischer Show.

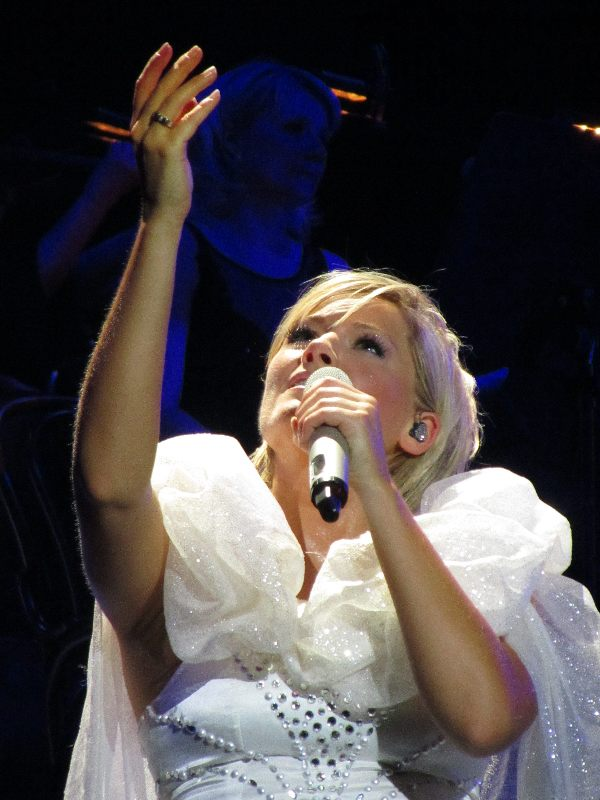
Helene Fischer en mai 2011

## Biographie
Helene Fischer est née le 5 août 1984 à Krasnoïarsk en Sibérie, en actuelle Russie (alors en URSS), d'un couple de Russes allemands, Marie et Peter Fischer. Son père a travaillé comme professeur de sport et sa mère comme ingénieure à l'université. Ses grands-parents sont des Allemands de la Volga déportés en Sibérie en 1941. En 1988, elle émigre avec ses parents et sa sœur pour s'installer à Wöllstein, dans la Rhénanie-Palatinat.
À l'école de Wörrstadt, elle prend des cours de théâtre et de musique. Après l'obtention de son brevet, elle suit une formation de trois ans à la Stage & Musical School à Francfort et obtient son diplôme. Lors de cette formation, elle obtient son premier engagement. Elle joue sur la scène du théâtre de Darmstadt dans Rocky Horror Show, comme au théâtre de Francfort dans Fifty-Fifty et la comédie musicale Un violon sur le toit.
Helene Fischer sort son premier disque, Von hier bis unendlich, en 2006.
C'est en 2013 qu'elle connaît un très grand succès grâce à l'album Farbenspiel, qui se vend plus de 2,5 millions d'exemplaires. En 2015, elle effectue une tournée de 22 concerts, pendant laquelle elle se produit dans des arénas ou des stades. La chanteuse revient en 2017 avec un album double de 24 chansons et simplement intitulé Helene Fischer. L'album est suivi d'une tournée d'arénas de 63 spectacles et également d'une tournée des Stades avec 14 shows.
Depuis octobre 2011, la chanteuse a sa reproduction de cire exposée au musée Madame Tussauds de Berlin. La statue fut refaite en 2017 et une vidéo a été réalisée pour l'occasion sur la chaîne YouTube du musée berlinois.
Depuis mai 2008, Helene Fischer a été en couple avec le présentateur TV et chanteur de Volksmusik Florian Silbereisen. Le couple s'est publiquement séparé en décembre 2018. Helene Fischer est depuis en couple avec un danseur de son équipe.
Selon les derniers chiffres d'avril 2020, Helene Fischer a vendu 12,4 millions de disques dans le monde entier.

## Discographie

### Albums studio
- 2006 : Von hier bis unendlich
- 2007 : So nah wie du
- 2008 : Zaubermond
- 2009 : So wie ich bin
- 2010 : The English Ones
- 2011 : Für einen Tag
- 2013 : Farbenspiel
- 2015 : Weihnachten
- 2017 : Helene Fischer
- 2021 : Rausch

### Albums Live
- 2010 : Best Of Helene Fischer Live - So wie ich bin - Live aus der O₂ World Berlin'
- 2012 : Für einen Tag - Live aus der O₂ World Hamburg
- 2013 : Farbenspiel – Live aus dem Deutschen Theater München
- 2014 : Farbenspiel Live - Die Tournee
- 2015 : Farbenspiel Live - Die Stadion Tournee
- 2015 : Weihnachten - Live aus der Hofburg Wien
- 2017 : Das Konzert aus dem Kesselhaus
- 2018 : Live Die Arena-Tournee.
- 2019 : Die Stadion-Tour -LIVE-
- 2022 : Rausch - LIVE

### DVD
- 2007 : So nah so fern
- 2008 : Mut zum gefühl - Live aus Chemnitz
- 2009 : Zaubermond - Live aus Admiralpalast Berlin
- 2010 : Best of Helene Fischer - Live aus der O₂ World Berlin
- 2011 : Helene Fischer zum ersten Mal mit Band und Orchester - Live aus der Lanxess Arena Köln
- 2012 : Für einen Tag - Live aus der O₂ World Hamburg
- 2013 : Farbenspiel - Spécial Edition Fan (Album-CD + DVD “Live aus der Waldbühne”)
- 2013 : Farbenspiel – Live aus dem Deutschen Theater München
- 2014 : Farbenspiel Live - Die Tournee
- 2015 : Farbenspiel - Die Stadion-Tournee
- 2015 : Weihachten -  Live aus der Hofburg Wien
- 2017 : Das Konzert aus dem Kesselhaus
- 2018 : Live Die Arena-Tournee
- 2019 : Die Stadion-Tour -LIVE
- 2022 : Rausch - LIVE

## Filmographie
- 2013 : Das Traumschiff (Feuilleton télévisé) : Épisode Puerto Rico - Franziska Stein
- 2015 : Tatort : Épisode Der Große Schmerz - Leyla [7]

## Publicité
- Meggle : 2013, 2014, 2015[8]
- Garnier : coloration Crème Nutrisse 2013 et 2014[9]
- Tchibo : collection d'automne 2014, collection Bijoux de Noël 2014, collection printemps/été 2015[10].
- Volkswagen (Autriche) :  pour la Golf Sportvan 2014[11]

## Récompenses
- Bambi
  - 2013 : dans la catégorie Musique nationale
  - 2014 : dans la catégorie Entertainment
- Bayerischer Fernsehpreis
  - 2015 : pour Die Helene Fischer Show 2014 (ZDF)[12]
- Echo
  - 2009 : dans la catégorie Schlager allemand
  - 2009 : dans la catégorie Production DVD de l'année (Mut zum Gefühl – Helene Fischer live)
  - 2010 : dans la catégorie Production DVD nationale (Zaubermond live)
  - 2012 : dans la catégorie Schlager allemand
  - 2013 : dans la catégorie Schlager allemand
  - 2013 : dans la catégorie DVD national (Für einen Tag – Live 2012)
  - 2014 : dans la catégorie Album de l'année (Farbenspiel)
  - 2014 : dans la catégorie Schlager allemand
  - 2015 : dans la catégorie Schlager
  - 2015 : dans la catégorie Chanson de l'année (Atemlos durch die Nacht)
  - 2015 : dans la catégorie Album de l'année (Farbenspiel)
  - 2015 : dans la catégorie DVD national (Farbenspiel – Live 2014)
- Goldene Henne
  - 2007 : dans la catégorie Musique "Étoile montante" de l'année 2007
  - 2008 : dans la catégorie Musique
  - 2010 : dans la catégorie Musique
  - 2012 : dans la catégorie Musique
  - 2014 : dans la catégorie Musique
  - 2014 : dans la catégorie Superhenne
- Goldene Kamera
  - 2012 : dans la catégorie Meilleure musique nationale
  - 2016 : dans la catégorie Meilleure musique nationale
- Krone der Volksmusik
  - 2008 : dans la catégorie : Succès de l'année 2007
  - 2009 : dans la catégorie : Succès de l'année 2008
  - 2010 : dans la catégorie : Meilleure artiste féminine 2009
  - 2012 : dans la catégorie : Meilleure artiste féminine 2011
- Romy
  - 2014 : dans la catégorie : Modératrice/Animatrice préférée - show
- St. Georgs Orden des Semperopernballs e. V.
  - 2012 : dans la catégorie Prix spécial
- World Music Awards
  - 2014 : dans la catégorie Artiste allemand ayant vendu le plus d'albums